# Michel Zimmermann
Michel Zimmermann, född 1 januari 1960, är en friidrottare från Belgien. Han deltog vid olympiska sommarspelen 1984.